# Lasiochernes turcicus
Lasiochernes turcicus är en spindeldjursart som beskrevs av Beier 1949. Lasiochernes turcicus ingår i släktet Lasiochernes och familjen blindklokrypare. Inga underarter finns listade i Catalogue of Life.